# ثيودور كوهن
ثيودور كوهن (بالإنجليزية: Theodore Cohen)‏ هو كيميائي أمريكي، ولد في 1929، وتوفي في 13 ديسمبر 2017.